# Rondibilis octomaculata
Rondibilis octomaculata là một loài bọ cánh cứng trong họ Cerambycidae.